# Tetrathylacium
Tetrathylacium es un género con dos especies de plantas de flores perteneciente a la familia Salicaceae.

## Taxonomía
Tetrathylacium fue descrito por Eduard Friedrich Poeppig y publicado en Nova Genera ac Species Plantarum 3: 34, en el año 1843. La especie tipo es: Tetrathylacium macrophyllum Poepp. 

## Especies
- Tetrathylacium johansenii Standl.
- Tetrathylacium macrophyllum Poepp.